# Snežnyj
Lo Snežnyj (in russo Снежный?) è un vulcano spento situato nella parte settentrionale della Kamčatka, in Russia. Fa parte della Catena Centrale.

## Descrizione
Si tratta di uno stratovulcano composto da basalti del Pleistocene medio e superiore. La sommità del vulcano è ricoperta da colate laviche relativamente fresche. La sua altezza assoluta è di 2169 m. La forma della struttura vulcanica è a scudo piatto. Il diametro del cratere nella parte superiore è di circa 300 m.